# Agrypon suzukii
Agrypon suzukii är en stekelart som först beskrevs av Matsumura 1912.  Agrypon suzukii ingår i släktet Agrypon och familjen brokparasitsteklar. Inga underarter finns listade i Catalogue of Life.